# Shchólkovo
Shchólkovo (del ruso: Щёлково) es una ciudad del óblast de Moscú, en Rusia. Está situada a 35 km al nordeste de Moscú, a orillas del Kliazma, afluente del Oká y por tanto en la cuenca hidrográfica del Volga. Contaba con 125 634 habitantes en 2018.

## Historia
Shchólkovo era una posesión del Monasterio de la Trinidad y San Sergio desde la década de 1520. A partir del siglo XVIII, el pueblo se transforma en un importante centro de artesanado, en particular para el tejido de la seda. Las primeras fábricas llegan a la localidad en el siglo XIX. Una de ellas fue creada por el industrial Luis Rabeneck, de Elberfeld, en Prusia. Existe aún bajo el nombre de Shchólkovski jlopchatobumaji kombinat imeni M. I. Kalinina (del ruso: Щёлковский хлопчатобумажный комбинат имени М. И. Калинина). La ciudad es creada en 1925, de la fusión del viejo pueblo de Shchiólkovo y varios pueblos del alrededor.

## Demografía
| 1926   | 1939   | 1959   | 1970   | 1979    | 1989    | 2002    | 2008    |
| ------ | ------ | ------ | ------ | ------- | ------- | ------- | ------- |
| 12 000 | 27 000 | 57 800 | 78 300 | 100 300 | 109 255 | 112 865 | 112 815 |

## Economía y transporte
Las principales empresas son del sector de la industria textil (Slavir: tejidos de algodón, vestidos), de la química y de la construcción mecánica. 
La ciudad está conectada por ferrocarril a la estación Yaroslavsky de Moscú.
La Ciudad de las Estrellas, centro de entrenamiento de los cosmonautas que comprende un aeródromo, se halla en la ciudad desde 1960.

## Ciudades hermanadas
- Talsi, Letonia
- Hemer, Alemania
- Brovary, Ucrania
- Lohja, Finlandia
- Goradnia, Bielorrusia
- Ajtúbinsk, Rusia

## Personalidades
- Mijaíl Ilinski (1856-1941), químico.
- Román Romanenko (*1971-), cosmonauta.
- Albert Shiriáyev (*1934-), matemático.
- Aleksandar Skvortsov (*1966-), cosmonauta.